# 新列宁诺市镇
新列宁诺市镇（俄语：Муниципальное образование «Новоленино»）是俄罗斯联邦伊尔库茨克州努库茨基区所属的一个市镇。其下辖有个居民点，行政中心为新列宁诺。据2016年统计，该市镇的人口为1239人。